# Półautomatyczna skrzynia biegów

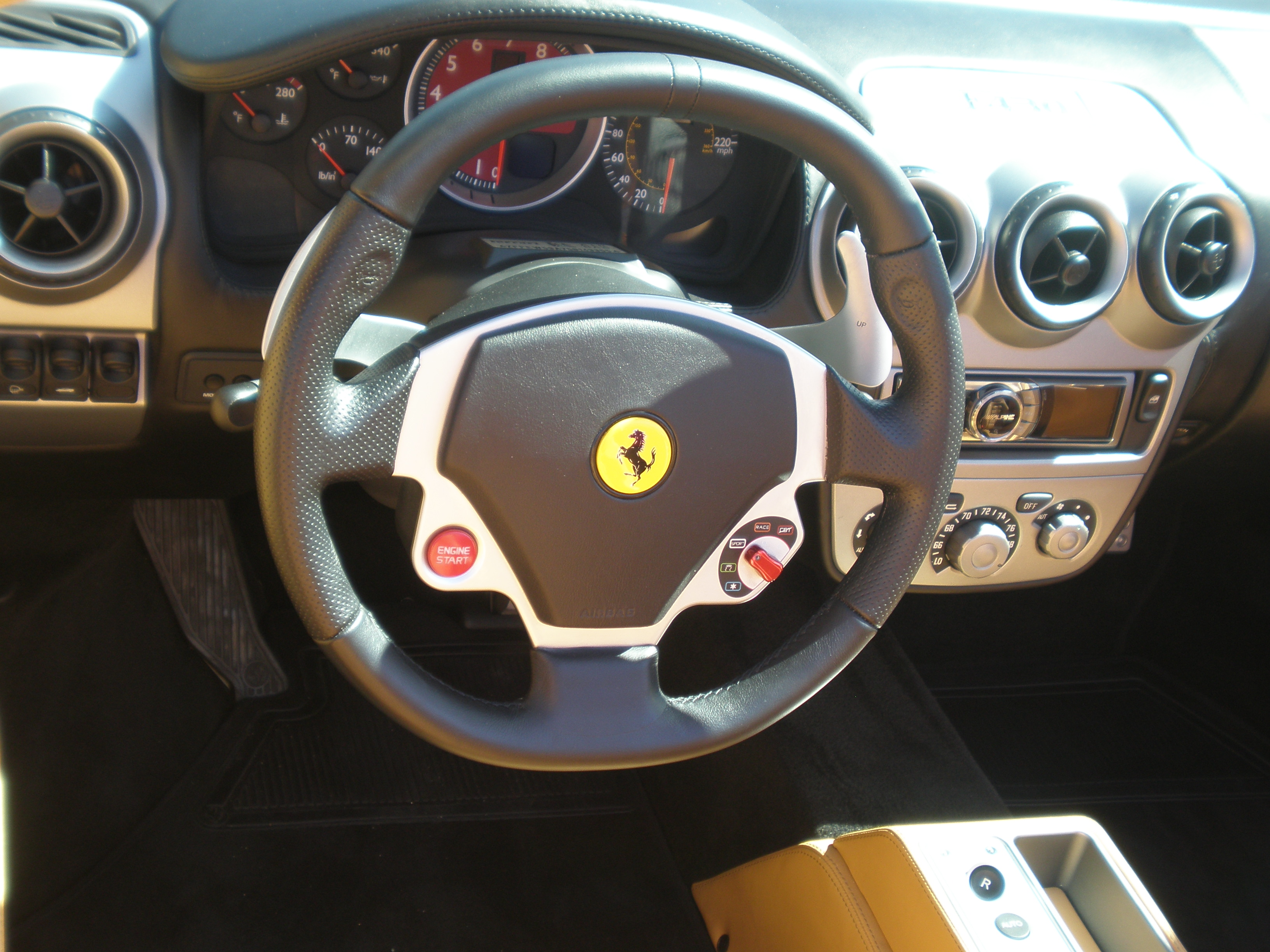
Ferrari F430 - łopatki do zmiany biegów przy kierownicy

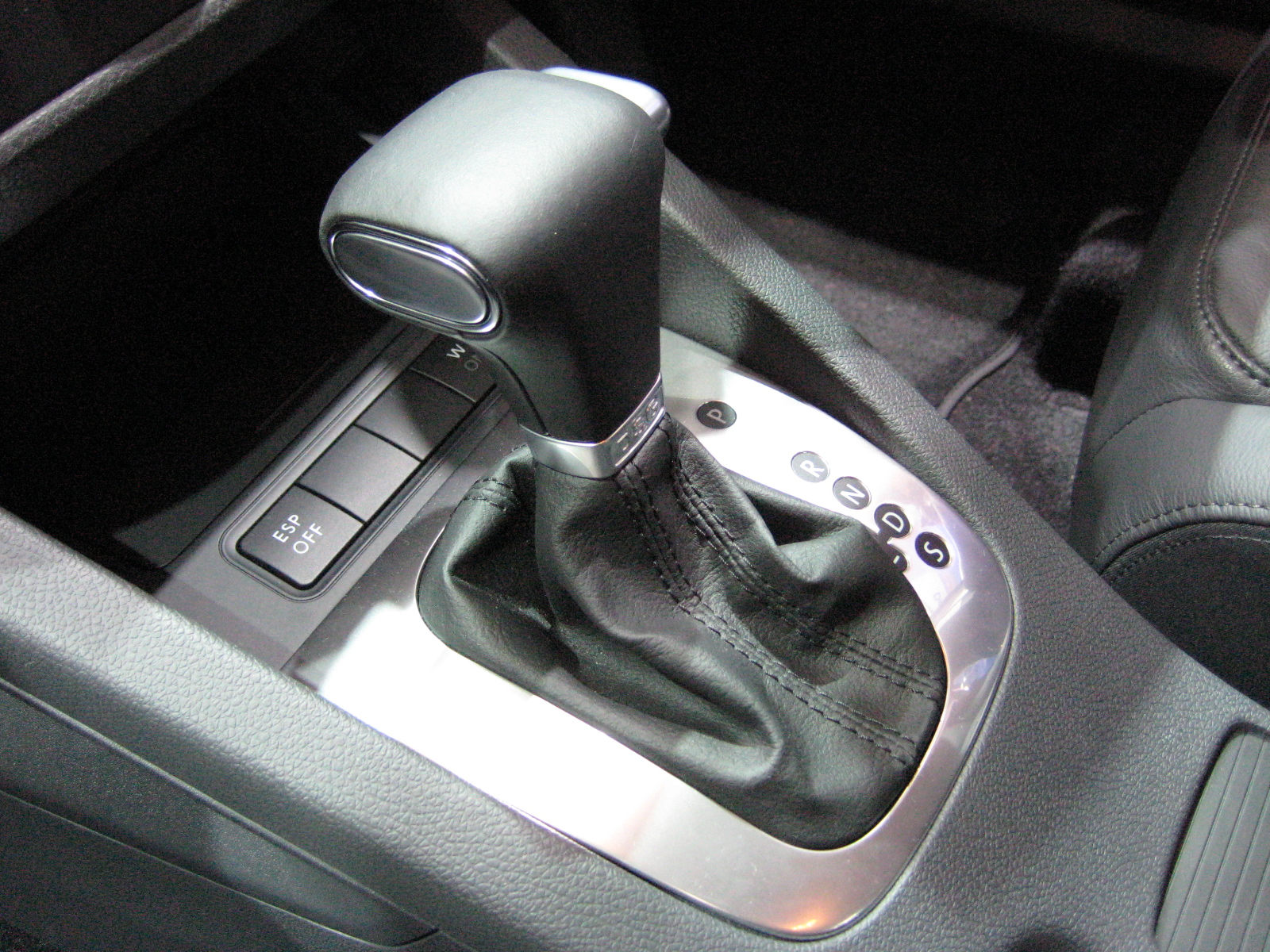
Półautomatyczna skrzynia biegów DSG

Półautomatyczna skrzynia biegów (inaczej zautomatyzowana manualna skrzynia biegów lub sekwencyjna skrzynia biegów) – rodzaj skrzyni biegów, w której zmiany biegów dokonuje się poprzez zmianę pozycji drążka zmiany biegów (tak jak w skrzyni manualnej) lub naciśnięcie odpowiednich łopatek przy kierownicy, bez konieczności naciskania pedału sprzęgła. Pracą takiego systemu steruje mikroprocesor, który automatycznie wyciska i załącza sprzęgło w momencie, kiedy kierowca zmienia biegi lub rusza z miejsca. Większość nowych skrzyń biegów tego typu posiada również tryb automatycznej zmiany biegów.

## Najpopularniejsze półautomatyczne skrzynie biegów

### Selespeed (Cambiocorsa, F1, MC-Shift, E-Gear, Duoselect)
System sterowania zmianą biegów opracowany i produkowany przez Magneti Marelli, stosowany głównie w autach włoskich: Ferrari, Maserati, Lamborghini, Alfa Romeo, Fiat. System steruje pojedynczym suchym sprzęgłem, jedno lub dwutarczowym. Jest to jedno z nielicznych dostępnych na rynku w pełni sekwencyjnych rozwiązań.

### DCT
Nazywana również S Tronic (Audi), DSG (VW), DCT SMG DKG (BMW), PDK (Porsche), SST, PowerShift (Ford), EDC Renault, DDCT (Alfa Romeo). Jest to dwusprzęgłowa, zautomatyzowana skrzynia manualna.

### AMT
Nazywana również Sportshift, R Tronic, Sensodrive, Allshift, Softip, Easytronic, Quickshift oraz SMG. Jest to zautomatyzowana manualna skrzynia biegów